# Resolutie 724 Veiligheidsraad Verenigde Naties
Resolutie 724 van de Veiligheidsraad van de Verenigde Naties werd unaniem aangenomen op 15 december 1991. Met deze resolutie werd een comité opgericht dat zou toezien op het wapenembargo tegen Joegoslavië.

## Achtergrond
In 1980 overleed de Joegoslavische leider Tito, die decennialang de bindende kracht was geweest tussen de zes deelstaten van het land. Na zijn dood kende het nationalisme een sterke opmars, en in 1991 verklaarden verschillende deelstaten zich onafhankelijk. Hierdoor brak een burgeroorlog uit, met minderheden in de deelstaten die tegen onafhankelijkheid waren en met het Volksleger.

## Inhoud
De Veiligheidsraad:
- bevestigt de resoluties 713 en 721;
- neemt nota van het rapport van de secretaris-generaal;
- herinnert aan zijn verantwoordelijkheid voor de wereldvrede;
- is vastberaden om het wapenembargo tegen Joegoslavië te verzekeren;
- looft de humanitaire initiatieven van de secretaris-generaal;

1. keurt het rapport van de secretaris-generaal goed;
2. ondersteunt in het bijzonder het standpunt in paragraaf 21 van het verslag van de secretaris-generaal dat nog niet aan de voorwaarden voor een VN-vredesmissie wordt voldaan en dat het Akkoord van Genève eerst volledig moet worden nageleefd;
3. stemt in met zijn waarneming dat de internationale gemeenschap de Joegoslavische volken wil helpen als aan de voorwaarden in zijn rapport wordt voldaan, en steunt daarom het aanbod om een kleine groep personeel te sturen ter voorbereiding van een eventuele vredesmissie;
4. benadrukt dat een VN-vredesmissie de partijen zou moeten toelaten hun geschillen vreedzaam op te lossen, onder meer via de processen van de Conferentie over Joegoslavië;
5. handelt onder hoofdstuk VII van het Handvest van de Verenigde Naties;
a. vraagt alle landen binnen de twintig dagen aan de secretaris-generaal te rapporteren welke maatregelen ze hebben genomen om het wapenembargo uit te voeren;
b. besluit een comité op te richten, bestaande uit alle leden van de Veiligheidsraad, om:
i. de in paragraaf a. gevraagde rapporten te bestuderen;
ii. van alle landen meer informatie te bekomen over de ondernomen acties om het embargo effectief op te leggen;
iii. alle aangebrachte informatie over schendingen te overwegen;
iv. maatregelen tegen schendingen voor te stellen;
c. roept alle landen op mee te werken met het comité;
d. vraagt de secretaris-generaal om het comité al het nodige te geven;
6. wil naar manieren zoeken om de naleving van de door de partijen aangegane verbintenissen te bereiken;
7. dringt er bij alle landen op aan geen acties te ondernemen die de spanningen kunnen doen oplopen of een staakt-het-vuren of vreedzame oplossing in de weg staan, zodat de volkeren in Joegoslavië in vrede over hun toekomst kunnen beslissen;
8. moedigt de secretaris-generaal aan zijn humanitaire inspanningen voort te zetten, vooral voor ontheemden en de meest kwetsbare groepen, en te helpen met de terugkeer van ontheemden naar hun huizen;
9. besluit om actief op de hoogte te blijven tot een vreedzame oplossing is bereikt.

## Verwante resoluties
- Resolutie 713 Veiligheidsraad Verenigde Naties
- Resolutie 721 Veiligheidsraad Verenigde Naties
- Resolutie 727 Veiligheidsraad Verenigde Naties (1992)
- Resolutie 740 Veiligheidsraad Verenigde Naties (1992)

Lijst ·  684 ·  685 ·  686 ·  687 ·  688 ·  689 ·  690 ·  691 ·  692 ·  693 ·  694 ·  695 ·  696 ·  697 ·  698 ·  699 ·  700 ·  701 ·  702 ·  703 ·  704 ·  705 ·  706 ·  707 ·  708 ·  709 ·  710 ·  711 ·  712 ·  713 ·  714 ·  715 ·  716 ·  717 ·  718 ·  719 ·  720 ·  721 ·  722 ·  723 ·  724 ·  725